# Katarzynowo (Rawicz)
Pour les articles homonymes, voir Katarzynowo.
Katarzynowo (prononciation : [kataʐɨˈnɔvɔ]) est un hameau polonais de la gmina de Jutrosin dans le powiat de Rawicz de la voïvodie de Grande-Pologne dans le centre-ouest de la Pologne.
Il se situe à environ 10 kilomètres au sud de Jutrosin (siège de la gmina), à 19 kilomètres à l'est de Rawicz (siège du powiat) et à 94 kilomètres au sud de Poznań (capitale régionale).

## Histoire
De 1975 à 1998, le hameau faisait partie du territoire de la voïvodie de Leszno.

Depuis 1999, Katarzynowo est situé dans la voïvodie de Grande-Pologne.